# آسیر (کمون)
آسیر (به فرانسوی: Assier) یک کمون در فرانسه است که در canton of Livernon واقع شده‌است. آسیر ۱۶٫۴۹ کیلومتر مربع مساحت دارد ۳۴۲ متر بالاتر از سطح دریا واقع شده‌است.